# بوگی ووگی

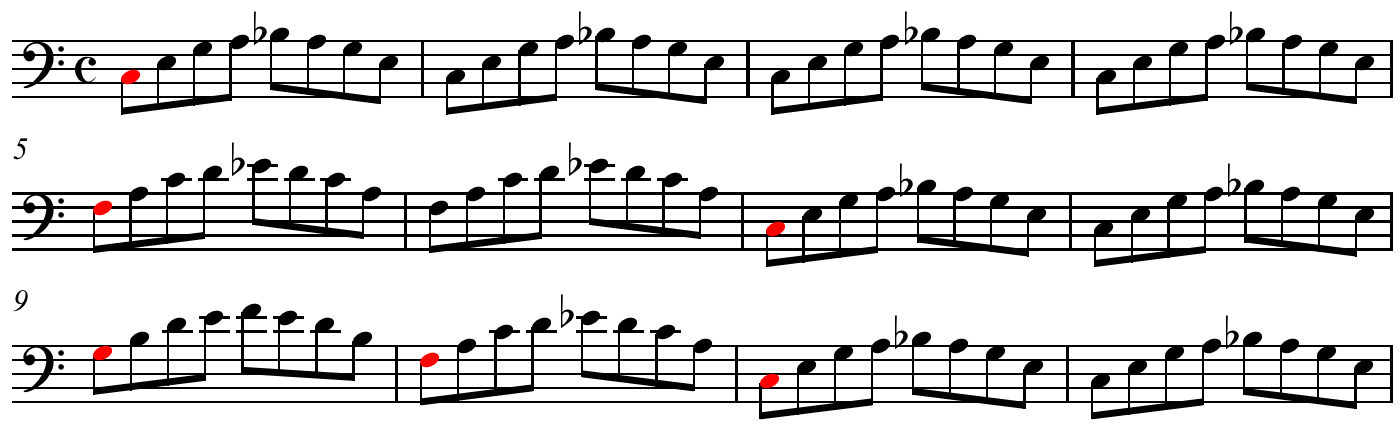
در سال ۱۸۷۰ نوازندگان دریافتند که به سمت اسن سبک از موسیقی روی بیاورند

بوگی ووگی (انگلیسی: Boogie-woogie) سبکی از موسیقی است که در اواخر دهه ۱۹۲۰ محبوبیت داشت. این موسیقی در جوامع سیاه‌پوستان آمریکا در دهه ۱۸۷۰ توسعه پیدا کرد. در ابتدا مختص ساز پیانو، سپس دونوازی یا سه نوازی، گیتار، گروه بزرگ، موسیقی کانتری و موسیقی گاسپل گسترش یافت. در حالی که موسیقی بلوز سنتی برای بیان احساسات مختلفی استفاده می‌شود، بوگی ووگی مختص به رقصیدن است.